# Nazionale maschile di football americano del Cile
La nazionale di football americano del Cile (Selección de fútbol americano de Chile) è la selezione maggiore maschile di football americano della FEDFACH che rappresenta il Cile nelle varie competizioni ufficiali o amichevoli riservate a squadre nazionali.

## Risultati
Legenda: Grassetto: Risultato migliore, Corsivo: Mancate partecipazioni

## Dettaglio stagioni

### Amichevoli
| Stagione | Vin | Par | Per | Tot | PF | PS | avversaria |
| -------- | --- | --- | --- | --- | -- | -- | ---------- |
| 2012     | 0   | 0   | 1   | 1   | 0  | 33 | Brasile    |
| Totale   | 0   | 0   | 1   | 1   | 0  | 33 |            |

### Tornei

#### Sulamericano
| Stagione | regular season | regular season | regular season | regular season | regular season | regular season | playoff | playoff | playoff | playoff | playoff | playoff     | playoff    |
|          | Vin            | Par            | Per            | Tot            | PF             | PS             | Vin     | Per     | Tot     | PF      | PS      | risultato   | avversaria |
| -------- | -------------- | -------------- | -------------- | -------------- | -------------- | -------------- | ------- | ------- | ------- | ------- | ------- | ----------- | ---------- |
| 2023     | 0              | 0              | 2              | 2              | 0              | 84             | -       | -       | -       | -       | -       | Terzo posto | -          |
| Totale   | 0              | 0              | 2              | 2              | 0              | 84             | -       | -       | -       | -       | -       |             |            |

#### Pacífico-Atlántico Bowl
| Stagione | regular season | regular season | regular season | regular season | regular season | regular season | playoff | playoff | playoff | playoff | playoff | playoff | playoff     | playoff    |
|          | Vin            | Par            | Per            | Tot            | PF             | PS             | Vin     | Par     | Per     | Tot     | PF      | PS      | risultato   | avversaria |
| -------- | -------------- | -------------- | -------------- | -------------- | -------------- | -------------- | ------- | ------- | ------- | ------- | ------- | ------- | ----------- | ---------- |
| 2010     | -              | -              | -              | -              | -              | -              | 0       | 0       | 1       | 1       | 2       | 14      | Secondi     | Uruguay    |
| 2012     | -              | -              | -              | -              | -              | -              | 0       | 1       | 0       | 1       | 14      | 14      | Pari merito | Uruguay    |
| 2014     | -              | -              | -              | -              | -              | -              | 0       | 0       | 1       | 1       | 12      | 35      | Secondi     | Uruguay    |
| Totale   | -              | -              | -              | -              | -              | -              | 0       | 1       | 2       | 3       | 28      | 63      |             |            |

#### Andes Bowl
| Stagione | regular season | regular season | regular season | regular season | regular season | regular season | playoff | playoff | playoff | playoff | playoff | playoff   | playoff         |
|          | Vin            | Par            | Per            | Tot            | PF             | PS             | Vin     | Per     | Tot     | PF      | PS      | risultato | avversaria      |
| -------- | -------------- | -------------- | -------------- | -------------- | -------------- | -------------- | ------- | ------- | ------- | ------- | ------- | --------- | --------------- |
| 2011     | -              | -              | -              | -              | -              | -              | 1       | 0       | 1       | 32      | 0       | Campioni  | Córdoba Aguilas |
| Totale   | -              | -              | -              | -              | -              | -              | 1       | 0       | 1       | 32      | 0       |           |                 |

#### Tazón de los Libertadores
| Stagione | regular season | regular season | regular season | regular season | regular season | regular season | playoff | playoff | playoff | playoff | playoff | playoff       | playoff    |
|          | Vin            | Par            | Per            | Tot            | PF             | PS             | Vin     | Per     | Tot     | PF      | PS      | risultato     | avversaria |
| -------- | -------------- | -------------- | -------------- | -------------- | -------------- | -------------- | ------- | ------- | ------- | ------- | ------- | ------------- | ---------- |
| 2015     | -              | -              | -              | -              | -              | -              | 0       | 1       | 1       | 19      | 38      | Secondo posto | Argentina  |
| Totale   | -              | -              | -              | -              | -              | -              | 0       | 1       | 1       | 19      | 38      |               |            |

### Riepilogo partite disputate
| Anno             | Luogo             | Evento                      | Fase del torneo | Incontro               | Risultato |
| 23 aprile 2011   | Montevideo        | Pacífico-Atlántico Bowl I   |                 | Uruguay - Cile         | 14 - 2    |
| 12 novembre 2011 | Santiago del Cile | Andes Bowl II               |                 | Cile - Córdoba Aguilas | 32 - 0    |
| 21 gennaio 2012  | Foz do Iguaçu     | Amichevole                  |                 | Brasile - Cile         | 33 - 0    |
| 16 novembre 2012 | Maipú             | Pacífico-Atlántico Bowl II  |                 | Cile - Uruguay         | 14 - 14   |
| 15 febbraio 2014 | Montevideo        | Pacífico-Atlántico Bowl III |                 | Uruguay - Cile         | 35 - 12   |
| 19 dicembre 2015 | Santiago del Cile | Tazón de los Libertadores   |                 | Cile - Argentina       | 19 - 38   |
| 25 novembre 2017 | Antofagasta       | Pacific Bowl                |                 | Cile - Perù            |           |
| 29 novembre 2023 | Brazlândia        | Sulamericano                |                 | Cile - Colombia        | 0 - 29    |
| 2 dicembre 2023  | Brazlândia        | Sulamericano                |                 | Brasile - Cile         | 55 - 0    |

## Confronti con le altre Nazionali
Questi sono i saldi del Cile nei confronti delle Nazionali incontrate.

### Saldo negativo
| Nazionale | Giocate | Vinte | Pareggiate | Perse | PF | PS | Ultima vittoria | Ultimo pari | Ultima sconfitta |
| --------- | ------- | ----- | ---------- | ----- | -- | -- | --------------- | ----------- | ---------------- |
| Uruguay   | 3       | 0     | 1          | 2     | 28 | 63 | -               | 2012        | 2014             |
| Argentina | 1       | 0     | 0          | 1     | 19 | 38 | -               | -           | 2015             |
| Colombia  | 1       | 0     | 0          | 1     | 0  | 29 | -               | -           | 2023             |
| Brasile   | 2       | 0     | 0          | 2     | 0  | 88 | -               | -           | 2023             |